# Clinocentrus
Clinocentrus is een geslacht van insecten uit de orde vliesvleugeligen (Hymenoptera) en de familie schildwespen (Braconidae).

## Soorten
Deze lijst van 44 stuks is mogelijk niet compleet.
- C. aeternus Tenma & Hirowatari, 1999
- C. antefurcalis Granger, 1949
- C. arcticus Hellen, 1927
- C. baishanzuensis Chen & He, 1995
- C. brevicalcar (Thomson, 1892)
- C. caucasicus Tobias, 1976
- C. caudatus Brues, 1933
- C. cephalus Chen & He, 1997
- C. compositus (Baker, 1917)
- C. cornalus Chen & He, 1997
- C. cunctator (Haliday, 1836)
- C. debilis Brues, 1933
- C. excubitor (Haliday, 1836)
- C. exsertor (Nees, 1811)
- C. flaviventris Ashmead, 1894
- C. foveatus (Cameron, 1910)
- C. fumiferanae Muesebeck, 1965
- C. hubeiensis Chen & He, 1997
- C. hungaricus Szepligeti, 1906
- C. kalmyk Belokobylskij, 1995
- C. kozlovi Belokobylskij, 1995
- C. latipennis Brues, 1933
- C. latitator Brues, 1933
- C. longitarsis Granger, 1949
- C. mamull Martinez, 2009
- C. mellipes (Ashmead, 1891)
- C. microps Brues, 1933
- C. nigricans Chen & He, 1997
- C. nigripectus Enderlein, 1920
- C. orientalis Belokobylskij, 1995
- C. pallidistigmus Chen & He, 1997
- C. politus Chen & He, 1997
- C. rhysipoloides Belokobylskij, 1995
- C. robustus Brues, 1933
- C. roigi Martinez, 2009
- C. rottensis Statz, 1936
- C. rugifrons Chen & He, 1997
- C. seminiger Szepligeti, 1906
- C. striolatus (Thomson, 1892)
- C. testaceus (Kriechbaumer, 1894)
- C. umbratilis Haliday, 1833
- C. vestigator (Haliday, 1836)
- C. xinjiangensis Chen & He, 1997
- C. zebripes Chen & He, 1997